# Kappa Coronae Borealis
Kappa Coronae Borealis (11 Coronae Borealis) é uma estrela na direção da constelação de Corona Borealis. Possui uma ascensão reta de 15h 51m 13.94s e uma declinação de +35° 39′ 29.6″. Sua magnitude aparente é igual a 4.79. Considerando sua distância de 101 anos-luz em relação à Terra, sua magnitude absoluta é igual a 2.32. Pertence à classe espectral K0III-IV. Possui um planeta confirmado.